# Biograph
Biograph é a quarta compilação do cantor Bob Dylan, lançada a 7 de Novembro de 1985.
O disco contém raridades, singles de sucesso e algumas nunca editadas.
O disco atingiu o nº 33 da Billboard 200.
| Críticas profissionais                                                      | Críticas profissionais |
| Avaliações da crítica                                                       | Avaliações da crítica  |
| Fonte                                                                       | Avaliação              |
| --------------------------------------------------------------------------- | ---------------------- |
| Allmusic                                                                    | [ 2 ]                  |
| Rolling Stone                                                               | [ 3 ]                  |
| Esta tabela precisa de ser acompanhada por texto em prosa. Consulte o guia. |                        |

## Faixas
Todas as faixas por Bob Dylan, exceto onde anotado

### Disco 1
1. "Lay, Lady, Lay" – 3:18 (Nashville Skyline, 1969)
2. "Baby, Let Me Follow You Down" (G. Davis/R. von Schmidt/D. Van Ronk) – 2:34 (Bob Dylan, 1962)
3. "If Not for You" – 2:42 (New Morning, 1970)
4. "I'll Be Your Baby Tonight" – 2:38 (John Wesley Harding, 1967)
5. "I'll Keep It with Mine" – 3:45 (Nunca editado - 1965)
6. "The Times They Are a-Changin'" – 3:13 (The Times They Are a-Changin', 1964)
7. "Blowin' in the Wind" – 2:47 (The Freewheelin' Bob Dylan, 1963)
8. "Masters of War" – 4:32 (The Freewheelin' Bob Dylan, 1963)
9. "The Lonesome Death of Hattie Carroll" – 5:46 (The Times They Are a-Changin'', 1964)
10. "Percy's Song" – 7:42 (Nunca editado, 1963)
11. "Mixed-Up Confusion" – 2:28 (Nunca editado, 1962)
12. "Tombstone Blues" – 5:57 (Highway 61 Revisited, 1965)
13. "The Groom's Still Waiting at the Altar" – 4:04 (Lado-b de "Heart of Mine," 1981)
14. "Most Likely You Go Your Way (And I'll Go Mine)" – 3:29 (Before the Flood, 1974)
15. "Like a Rolling Stone" – 6:09 (Highway 61 Revisited, 1965)
16. "Lay Down Your Weary Tune" – 4:36 (Nunca editado, 1963)
17. "Subterranean Homesick Blues" – 2:20 (Bringing It All Back Home, 1965)
18. "I Don't Believe You (She Acts Like We Never Have Met)" – 5:18 (Nunca editado, 1966)

### Disco 2
1. "Visions of Johanna" – 7:33 (Nunca editado, 1966)
2. "Every Grain of Sand" – 6:15 (Shot of Love, 1981)
3. "Quinn the Eskimo (The Mighty Quinn)" – 2:20 (Nunca editado, 1967)
4. "Mr. Tambourine Man" – 5:29 (Bringing It All Back Home, 1965)
5. "Dear Landlord" – 3:16 (John Wesley Harding, 1967)
6. "It Ain't Me, Babe" – 3:34 (Another Side of Bob Dylan, 1964)
7. "You Angel You" – 2:54 (Planet Waves, 1974)
8. "Million Dollar Bash" – 2:33 (The Basement Tapes, 1975)
9. "To Ramona" – 3:54 (Another Side of Bob Dylan, 1964)
10. "You're a Big Girl Now" – 4:23 (Versão original de original "New York" - 1974)
11. "Abandoned Love" – 4:29 (Nunca editado, 1975)
12. "Tangled Up in Blue" – 5:45 (Blood on the Tracks, 1975)
13. "It's All Over Now, Baby Blue" – 5:40 (Nunca editado, 1966)
14. "Can You Please Crawl Out Your Window?" – 3:34 (Single, 1965)
15. "Positively 4th Street" – 3:54 (Single, 1965)
16. "Isis" (Dylan/Levy) – 5:21 (Nunca editado, 1975)
17. "Jet Pilot" – 0:49 (Nunca editado, 1965)

### Disco 3
1. "Caribbean Wind" – 5:54 (Nunca editado, 1981)
2. "Up to Me" – 6:18 (Nunca editado, 1974)
3. "Baby, I'm in the Mood for You" – 2:56 (Nunca editado, 1962)
4. "I Wanna Be Your Lover" – 3:27 (Nunca editado, 1965)
5. "I Want You" – 3:07 (Blonde on Blonde, 1966)
6. "Heart of Mine" – 3:43 (Nunca editado, 1981)
7. "On a Night Like This" – 2:58 (Planet Waves, 1974)
8. "Just like a Woman" – 4:55 (Blonde on Blonde, 1966)
9. "Romance in Durango" (Dylan, Levy) – 4:39 (Nunca editado, 1975)
10. "Señor (Tales of Yankee Power)" – 5:41 (Street Legal, 1978)
11. "Gotta Serve Somebody" – 5:25 (Slow Train Coming, 1979)
12. "I Believe in You" – 5:10 (Slow Train Coming, 1979)
13. "Time Passes Slowly" – 2:36 (New Morning, 1970)
14. "I Shall Be Released" – 3:04 (Bob Dylan's Greatest Hits Vol. II, 1971)
15. "Knockin' on Heaven's Door" – 2:30 (Pat Garrett & Billy the Kid, 1973)
16. "All Along the Watchtower" – 3:04 (Before the Flood, 1974)
17. "Solid Rock" (Dylan, Drummond) – 3:58 (Saved, 1980)
18. "Forever Young" – 2:02 (Nunca editado, 1973)